# 2020-as IndyCar Series szezon
A 2020-as NTT IndyCar Series szezon az IndyCar Series huszonötödik szezonja volt, és a száznyolcadik az amerikai formaautós versenyzés történetében. A bajnokság eredetileg március 15-én indult volna St. Petersburgben és szeptember 20-án ért volna véget a Laguna Seca aszfaltcsíkján. A koronavírus-járvány miatt a versenynaptár jelentős mértékben megváltozott. A szezon végül június 6-án indult el a Texas Motor Speedway versenypályán és október 25-én zárult St. Petersburgben. Az évad 14 fordulóból állt.
Az egyéni címvédő a kétszeres bajnok Josef Newgarden volt. A 2020-as kiírást az ötszörös bajnok Scott Dixon nyerte meg négy futamgyőzelemmel.

## Csapatok és versenyzők
| Csapat                                                      | Motor     | Rajtszám | Versenyző             | Forduló         |
| ----------------------------------------------------------- | --------- | -------- | --------------------- | --------------- |
| A. J. Foyt Enterprises                                      | Chevrolet | 4        | Charlie Kimball       | Összes          |
| A. J. Foyt Enterprises                                      | Chevrolet | 14       | Tony Kanaan           | 1, 3, 6–7, 9–10 |
| A. J. Foyt Enterprises                                      | Chevrolet | 14       | Sébastien Bourdais    | 12–14           |
| A. J. Foyt Enterprises                                      | Chevrolet | 14       | Dalton Kellett Ú      | 2–4, 10–11      |
| A. J. Foyt Enterprises                                      | Chevrolet | 41       | Dalton Kellett Ú      | 7, 12–13        |
| Andretti Autosport                                          | Honda     | 26       | Zach Veach            | 1–11            |
| Andretti Autosport                                          | Honda     | 26       | James Hinchcliffe     | 12–14           |
| Andretti Autosport                                          | Honda     | 27       | Alexander Rossi       | Összes          |
| Andretti Autosport                                          | Honda     | 28       | Ryan Hunter-Reay      | Összes          |
| Andretti Autosport                                          | Honda     | 29       | James Hinchcliffe     | 1–2, 7          |
| Andretti Harding Steinbrenner Autosport                     | Honda     | 88       | Colton Herta          | Összes          |
| Andretti Herta Autosport w/ Marco Andretti & Curb Agajanian | Honda     | 98       | Marco Andretti        | Összes          |
| Arrow McLaren Racing SP                                     | Chevrolet | 5        | Patricio O’Ward       | Összes          |
| Arrow McLaren Racing SP                                     | Chevrolet | 7        | Oliver Askew Ú        | 1–11, 14        |
| Arrow McLaren Racing SP                                     | Chevrolet | 7        | Hélio Castroneves     | 12–13           |
| Arrow McLaren Racing SP                                     | Chevrolet | 66       | Fernando Alonso Ú [A] | 7               |
| Carlin[B]                                                   | Chevrolet | 59       | Conor Daly            | 1, 5–6, 8–9     |
| Carlin[B]                                                   | Chevrolet | 59       | Max Chilton           | 2–4, 7, 10–14   |
| Chip Ganassi Racing                                         | Honda     | 8        | Marcus Ericsson       | Összes          |
| Chip Ganassi Racing                                         | Honda     | 9        | Scott Dixon           | Összes          |
| Chip Ganassi Racing                                         | Honda     | 10       | Felix Rosenqvist      | Összes          |
| Dale Coyne Racing with Rick Ware Racing & Byrd Belardi      | Honda     | 51       | James Davison Ú       | 7               |
| Dale Coyne Racing with Team Goh                             | Honda     | 55       | Álex Palou Ú          | Összes          |
| Dale Coyne Racing with Vasser-Sullivan                      | Honda     | 18       | Santino Ferrucci      | Összes          |
| DragonSpeed                                                 | Chevrolet | 81       | Ben Hanley Ú [C]      | 7               |
| Dreyer & Reinbold Racing                                    | Chevrolet | 24       | Sage Karam            | később          |
| Dreyer & Reinbold Racing                                    | Chevrolet | 67       | J. R. Hildebrand      | 7               |
| Ed Carpenter Racing                                         | Chevrolet | 20       | Ed Carpenter          | 1, 5–9          |
| Ed Carpenter Racing                                         | Chevrolet | 20       | Conor Daly            | 2–4, 10–14      |
| Ed Carpenter Racing                                         | Chevrolet | 21       | Rinus VeeKay ÉU       | Összes          |
| Ed Carpenter Racing                                         | Chevrolet | 47       | Conor Daly            | 7               |
| Meyer Shank Racing                                          | Honda     | 60       | Jack Harvey           | Összes          |
| Rahal Letterman Lanigan Racing                              | Honda     | 15       | Graham Rahal          | Összes          |
| Rahal Letterman Lanigan Racing                              | Honda     | 30       | Szató Takuma          | Összes          |
| Rahal Letterman Lanigan Racing with Citrone/Buhl Autosport  | Honda     | 45       | Spencer Pigot         | 2, 7            |
| Team Penske                                                 | Chevrolet | 1        | Josef Newgarden       | Összes          |
| Team Penske                                                 | Chevrolet | 3        | Hélio Castroneves     | 7               |
| Team Penske                                                 | Chevrolet | 3        | Scott McLaughlin Ú    | 14              |
| Team Penske                                                 | Chevrolet | 12       | Will Power            | Összes          |
| Team Penske                                                 | Chevrolet | 22       | Simon Pagenaud        | Összes          |

| Magyarázat | Magyarázat   |
| Ikon       | Versenyző    |
| ---------- | ------------ |
| Ú          | Újonc        |
| ÉÚ         | Az év újonca |

## Szabályváltozások
- A 2020-as idénytől kerül bevezetésre a versenyzők fejének védelmét szolgáló Aeroscreen, amelyet a Red Bull fejlesztett ki.[52]

## Versenynaptár
| Forduló           | Időpont        | Verseny                                                       | Pálya                                      | Település               | Pályarajz |
| ----------------- | -------------- | ------------------------------------------------------------- | ------------------------------------------ | ----------------------- | --------- |
| 1                 | június 6.      | Genesys 300                                                   | O Texas Motor Speedway                     | Fort Worth, Texas       |           |
| 2                 | július 4.      | GMR Grand Prix                                                | R Indianapolis Motor Speedway Road Course  | Speedway, Indiana       |           |
| 3                 | július 11.     | REV Group Grand Prix at Road America                          | R Road America                             | Elkhart Lake, Wisconsin |           |
| 4                 | július 12.     | REV Group Grand Prix at Road America                          | R Road America                             | Elkhart Lake, Wisconsin |           |
| 5                 | július 17.     | Iowa INDYCAR 250s                                             | O Iowa Speedway                            | Newton, Iowa            |           |
| 6                 | július 18.     | Iowa INDYCAR 250s                                             | O Iowa Speedway                            | Newton, Iowa            |           |
| 7                 | augusztus 23.  | 104th Running of the Indianapolis 500 presented by Gainbridge | O Indianapolis Motor Speedway              | Speedway, Indiana       |           |
| 8                 | augusztus 29.  | Bommarito Automotive Group 500                                | O World Wide Technology Raceway at Gateway | Madison, Illinois       |           |
| 9                 | augusztus 30.  | Bommarito Automotive Group 500                                | O World Wide Technology Raceway at Gateway | Madison, Illinois       |           |
| 10                | szeptember 12. | Honda Indy 200 at Mid-Ohio                                    | R Mid-Ohio Sports Car Course               | Lexington, Ohio         |           |
| 11                | szeptember 13. | Honda Indy 200 at Mid-Ohio                                    | R Mid-Ohio Sports Car Course               | Lexington, Ohio         |           |
| 12                | október 2.     | INDYCAR Harvest GP                                            | R Indianapolis Motor Speedway Road Course  | Speedway, Indiana       |           |
| 13                | október 3.     | INDYCAR Harvest GP                                            | R Indianapolis Motor Speedway Road Course  | Speedway, Indiana       |           |
| 14                | október 25.    | Firestone Grand Prix of St. Petersburg                        | S St. Petersburg utcái                     | St. Petersburg, Florida |           |
| Törölt versenyek: |                |                                                               |                                            |                         |           |
| —                 | április 5.     | Honda Indy Grand Prix of Alabama                              | R Barber Motorsports Park                  | Birmingham, Alabama     |           |
| —                 | április 19.    | Acura Grand Prix of Long Beach                                | S Long Beach utcái                         | Long Beach, Kalifornia  |           |
| —                 | április 26.    | REV Group Grand Prix at Road America                          | R Circuit of the Americas                  | Austin, Texas           |           |
| —                 | május 30.      | Chevrolet Detroit Grand Prix Presented by Lear Corporation    | S The Raceway on Belle Isle                | Detroit, Michigan       |           |
| —                 | május 31.      | Chevrolet Detroit Grand Prix Presented by Lear Corporation    | S The Raceway on Belle Isle                | Detroit, Michigan       |           |
| —                 | június 27.     | Indy Richmond 300                                             | O Richmond Raceway                         | Richmond, Virginia      |           |
| —                 | július 12.     | Honda Indy Toronto                                            | S Exhibition Place                         | Toronto, Ontario        |           |
| —                 | szeptember 13. | Grand Prix of Portland                                        | R Portland International Raceway           | Portland, Oregon        |           |
| —                 | szeptember 19. | Firestone Grand Prix of Monterey                              | R WeatherTech Raceway Laguna Seca          | Monterey, Kalifornia    |           |
| —                 | szeptember 20. | Firestone Grand Prix of Monterey                              | R WeatherTech Raceway Laguna Seca          | Monterey, Kalifornia    |           |
| Forrás:           |                |                                                               |                                            |                         |           |

| Magyarázat | Magyarázat |
| Ikon       | Pálya      |
| ---------- | ---------- |
| O          | Ovál       |
| R          | Épített    |
| S          | Utcai      |

### Változások
- Az eredeti naptárat 2019. szeptember 1-jén hozták nyilvánosságra. A 2019-es szezonhoz képest változás volt, hogy a Pocono Raceway-t a Richmond Raceway váltotta fel, az utóbbi pálya 2009 óta tért vissza először.

### Változások a koronavírus miatt
- 2020. március 12-én bejelentették, hogy az eredetileg szezonnyitónak tervezett Firestone Grand Prix of St. Petersburg-i futamot zárt kapuk mögött rendezik meg a koronavírus-járvány miatt,[54] később azonban elhalasztásra került.[55]
- Március 18-án hivatalossá vált, hogy az Acura Grand Prix of Long Beach-et teljesen törlik a tervezetből, ugyanis a város döntése értelmében lefújtak minden nagyobb eseményt.[56]
- Az IndyCar március 13-án bejelentette, hogy az összes márciusra és áprilisra tervezett fordulót elhalasztják/törlik.[55] Ez volt az első alkalom 1957 óta, hogy ilyen későn rajtoljon az idény.
- A világjárvány többek között legnagyobb nézőszámot hozó Indianapolisi 500-ra is rányomta a bélyegét melyet májusról, augusztusra kellett halasztani.[57]
- Március 26-án egy teljesen új kalendáriumot készítettek a szervezők, amelybe a St. Petersburg-i nagydíj is helyet kapott, azonban konkrét dátumot nem adtak meg hozzá.[53]
- Április 6-án az Amerikában egyre nagyobb mérteket öltő vírus miatt újabb drasztikus lépésre szánták el magukat a szervezők. A május 30-ra és 31-re ütemezett kétversenyes utcai detroit-i hétvégét teljes mértékben törölték. Emellett, hogy az év legalább 15 fordulóból állhasson az oválpályás Iowa Spedway-en és az épített Laguna Seca-i aszfaltcsíkon is dupla versenyeket rendeznek, továbbá egy második eseményt is létrehoztak az Indianapolis Motor Speedway belső vonalvezetésén, amely az Intercontinental GT Challenge 8 órás versenyének a betétprogramja lett volna.[58]
- Május 7-én bejelentették, hogy a szezon egy sűrített, egynapos eseménnyel kezdődik a Texas Motor Speedway-en, nézők nélkül.[59] Az eredetileg 248 kört a rendezők 200 körre rövidítették le. Emellett kiadták a védőintézkedésekkel kapcsolatos intézkedéseket is a csapatok és a versenyzők számára, hogy mit kell betartani a járvány idején.[60]
- Május 13-án meghatározták a Firestone Grand Prix of St. Petersburg-i hétvége időpontját, amely október 25-e lett és ez volt az egyetlen utcai helyszín a kalendáriumban.[61]
- Május 15-én az egyetlen Amerikán kívüli verseny, a Honda Indy Toronto promóterei bejelentették, hogy a július 12-re tervezett versenyt elhalasztották.[62]
- Május 21-én további döntéseket hoztak a menetrend megváltoztatásáról. A Road Americai versenyt júliusra helyezték át és két versenyt rendeztek meg ott, továbbá végleg kivették a torontói és a richmondi fordulókat.[63]
- Július 15-én új kvalifikációs rendszert jelentettek be.[64]
- Július 27-én Portlandet és Laguna Secát is ejtették a tervezetből. Az ütemterv hiányosságainak pótlására Mid-Ohio visszatért és dupla futamot rendeztek, mint ahogy a Gateway Park-ban és beraktak még egy két versenyes fordulót is az Indianapolis Motor Speedway belső vonalvezetésére.[65]
- Augusztus 1-jén az bajnokság illetékesei és a Mid-Ohioi verseny szervező bizottsága bejelentették a helyszín halasztást a koronavírus-fertőzöttek emelkedése miatt és szeptember 12–13-ra helyezték át.[66]
- Augusztus 4-én hivatalos döntést hoztak arról, hogy a 2020-as indianapolisi 500 mérföldes versenyt nézők és rajongók nélkül, zárt kapuk mögött rendezik meg.[67][68]

## Eredmények

### Összefoglaló
| Forduló | Verseny           | Pole-pozíció    | Leggyorsabb kör   | Legtöbb élen töltött kör | Győztes          | Győztes                                 | Győztes   |
| Forduló | Verseny           | Pole-pozíció    | Leggyorsabb kör   | Legtöbb élen töltött kör | Versenyző        | Csapat                                  | Gyártó    |
| ------- | ----------------- | --------------- | ----------------- | ------------------------ | ---------------- | --------------------------------------- | --------- |
| 1       | Texas             | Josef Newgarden | Felix Rosenqvist  | Scott Dixon              | Scott Dixon      | Chip Ganassi Racing                     | Honda     |
| 2       | Indianapolis GP   | Will Power      | Scott Dixon       | Will Power               | Scott Dixon      | Chip Ganassi Racing                     | Honda     |
| 3       | Road America 1    | Josef Newgarden | Marco Andretti    | Josef Newgarden          | Scott Dixon      | Chip Ganassi Racing                     | Honda     |
| 4       | Road America 2    | Patricio O'Ward | Felix Rosenqvist  | Patricio O'Ward          | Felix Rosenqvist | Chip Ganassi Racing                     | Honda     |
| 5       | Iowa 1            | Conor Daly      | Conor Daly        | Simon Pagenaud           | Simon Pagenaud   | Team Penske                             | Chevrolet |
| 6       | Iowa 2            | Josef Newgarden | Josef Newgarden   | Josef Newgarden          | Josef Newgarden  | Team Penske                             | Chevrolet |
| 7       | Indianapolisi 500 | Marco Andretti  | James Hinchcliffe | Scott Dixon              | Szató Takuma     | Rahal Letterman Lanigan Racing          | Honda     |
| 8       | Gateway 1         | Will Power      | Szató Takuma      | Patricio O'Ward          | Scott Dixon      | Chip Ganassi Racing                     | Honda     |
| 9       | Gateway 2         | Szató Takuma    | Álex Palou        | Szató Takuma             | Josef Newgarden  | Team Penske                             | Chevrolet |
| 10      | Mid-Ohio 1        | Will Power      | Patricio O'Ward   | Will Power               | Will Power       | Team Penske                             | Chevrolet |
| 11      | Mid-Ohio 2        | Colton Herta    | Scott Dixon       | Colton Herta             | Colton Herta     | Andretti Harding Steinbrenner Autosport | Honda     |
| 12      | Harvest GP 1      | Rinus VeeKay    | Rinus VeeKay      | Josef Newgarden          | Josef Newgarden  | Team Penske                             | Chevrolet |
| 13      | Harvest GP 2      | Will Power      | Simon Pagenaud    | Will Power               | Will Power       | Team Penske                             | Chevrolet |
| 14      | St. Petersburg    | Will Power      | Marcus Ericsson   | Alexander Rossi          | Josef Newgarden  | Team Penske                             | Chevrolet |

Pontrendszer
| Helyezés             | 1. | 2. | 3. | 4. | 5. | 6. | 7. | 8. | 9. | 10. | 11. | 12. | 13. | 14. | 15. | 16. | 17. | 18. | 19. | 20. | 21. | 22. | 23. | 24. | 25+. |
| Versenyek            | 50 | 40 | 35 | 32 | 30 | 28 | 26 | 24 | 22 | 20  | 19  | 18  | 17  | 16  | 15  | 14  | 13  | 12  | 11  | 10  | 9   | 8   | 7   | 6   | 5    |
| Indy500 kvalifikáció | 9  | 8  | 7  | 6  | 5  | 4  | 3  | 2  | 1  |     |     |     |     |     |     |     |     |     |     |     |     |     |     |     |      |
| -------------------- | -- | -- | -- | -- | -- | -- | -- | -- | -- | --- | --- | --- | --- | --- | --- | --- | --- | --- | --- | --- | --- | --- | --- | --- | ---- |

| Bónusz | L | * | Pole | G |
| ------ | - | - | ---- | - |
| Bónusz | 1 | 2 | 1    | 1 |

### Versenyzők
| Helyezés | Versenyző          | TEX | IMS  | ROA  | ROA | IOW | IOW | INDY | GTW | GTW | MDO | MDO | IMS | IMS | STP  | Pont |
| -------- | ------------------ | --- | ---- | ---- | --- | --- | --- | ---- | --- | --- | --- | --- | --- | --- | ---- | ---- |
| 1.       | Scott Dixon        | 1L* | 1L   | 1L   | 12  | 2   | 5L  | 22L* | 1L  | 5   | 10  | 10  | 9   | 8   | 3    | 537  |
| 2.       | Josef Newgarden    | 3L  | 7L   | 14L* | 9   | 5L  | 1L* | 5    | 12  | 1L  | 2   | 8   | 1L* | 4   | 1L   | 521  |
| 3.       | Colton Herta       | 7   | 4    | 5    | 5   | 20  | 19  | 8L   | 4   | 6L  | 9L  | 1L* | 4L  | 2   | 11L  | 421  |
| 4.       | Patricio O'Ward    | 12  | 8    | 8    | 2L* | 4L  | 12L | 6    | 3L* | 2L  | 11  | 9   | 22  | 5   | 2    | 416  |
| 5.       | Will Power         | 13  | 20L* | 2L   | 11L | 21  | 2L  | 14L  | 17L | 3L  | 1L* | 7   | 6   | 1L* | 24L  | 396  |
| 6.       | Graham Rahal       | 17  | 2L   | 7L   | 23  | 12  | 3L  | 38   | 18  | 20  | 4   | 4L  | 7L  | 7   | 9L   | 377  |
| 7.       | Szató Takuma       | Ni  | 10   | 9    | 8   | 10L | 21  | 13L  | 2L  | 9L* | 17  | 18L | 18  | 14  | 10   | 348  |
| 8.       | Simon Pagenaud     | 2   | 3    | 12   | 13  | 1L* | 4   | 22L  | 19  | 16  | 18  | 6   | 16  | 10  | 6    | 339  |
| 9.       | Alexander Rossi    | 15  | 25   | 19   | 3   | 6   | 8   | 279L | 22  | 14  | 3L  | 2   | 2   | 3   | 21L* | 317  |
| 10.      | Ryan Hunter-Reay   | 8   | 13   | 4    | 22  | 16  | 22L | 105  | 7   | 11  | 5   | 3   | 19  | 16  | 5    | 315  |
| 11.      | Felix Rosenqvist   | 20  | 15   | 18   | 1L  | 14L | 15  | 12L  | 8L  | 7   | 6   | 22  | 5L  | 11  | 18   | 306  |
| 12.      | Marcus Ericsson    | 19  | 6L   | 10L  | 4   | 9   | 9   | 32   | 5   | 23  | 15  | 5L  | 10  | 15  | 7    | 291  |
| 13.      | Santino Ferrucci   | 21  | 9    | 6    | 6   | 13  | 18  | 4L   | 16L | 10  | 14  | 14  | 15L | 12  | 23   | 290  |
| 14.      | Rinus VeeKay ÉU    | 22  | 5    | 13   | 14  | 19  | 17  | 204  | 6   | 4   | 8   | 11  | 3L  | 17  | 15   | 289  |
| 15.      | Jack Harvey        | 16  | 17L  | 23   | 17  | 7   | 7   | 9    | 11  | 13  | 7   | 12  | 8   | 6   | 19   | 288  |
| 16.      | Álex Palou Ú       | 23  | 19   | 3    | 7   | 11  | 14  | 287  | 15  | 12  | 12  | 23  | 17  | 9   | 13L  | 238  |
| 17.      | Conor Daly         | 6   | 12   | 21   | 18  | 8L  | 13L | 29   | 10  | 8   | 13  | 16  | 12  | 20  | 17   | 237  |
| 18.      | Charlie Kimball    | 11  | 18   | 11   | 10  | 17  | 16  | 18   | 13  | 18  | 21  | 19  | 13  | 23  | 8    | 218  |
| 19.      | Oliver Askew Ú     | 9   | 26   | 15   | 21  | 3   | 6L  | 30L  | 14  | 17  | 19  | 15  |     |     | 16   | 195  |
| 20.      | Marco Andretti     | 14  | 22   | 22   | 19  | 22  | 10  | 131  | 23  | 15  | 23  | 20  | 25  | 22  | 20   | 176  |
| 21.      | Zach Veach         | 4L  | 14L  | 16   | 16  | 23  | 20  | 15L  | 21  | 22  | 20  | 17  |     |     |      | 166  |
| 22.      | Max Chilton        |     | 16   | 17   | 15  |     |     | 17   |     |     | 16  | 13  | 11  | 19  | 12   | 147  |
| 23.      | James Hinchcliffe  | 18  | 11   |      |     |     |     | 76L  |     |     |     |     | 14  | 13  | 14L  | 138  |
| 24.      | Tony Kanaan        | 10  |      |      |     | 18  | 11  | 19   | 9   | 19  |     |     |     |     |      | 106  |
| 25.      | Ed Carpenter       | 5   |      |      |     | 15  | 23  | 26   | 20  | 21  |     |     |     |     |      | 81   |
| 26.      | Dalton Kellett Ú   |     | 21   | 20   | 20  |     |     | 31   |     |     | 22  | 21  | 24  | 25  |      | 67   |
| 27.      | Hélio Castroneves  |     |      |      |     |     |     | 11   |     |     |     |     | 20  | 21  |      | 57   |
| 28.      | Sébastien Bourdais |     |      |      |     |     |     |      |     |     |     |     | 21  | 18  | 4    | 53   |
| 29.      | Sage Karam         |     | 23   |      |     |     |     | 24   |     |     |     |     | 23  | 24  |      | 32   |
| 30.      | J. R. Hildebrand   |     |      |      |     |     |     | 16   |     |     |     |     |     |     |      | 28   |
| 31.      | Fernando Alonso Ú  |     |      |      |     |     |     | 21   |     |     |     |     |     |     |      | 18   |
| 32.      | Spencer Pigot      |     | 24L  |      |     |     |     | 25   |     |     |     |     |     |     |      | 17   |
| 33.      | Ben Hanley Ú       |     |      |      |     |     |     | 23   |     |     |     |     |     |     |      | 14   |
| 34.      | James Davison Ú    |     |      |      |     |     |     | 33   |     |     |     |     |     |     |      | 10   |
| 35.      | Scott McLaughlin Ú |     |      |      |     |     |     |      |     |     |     |     |     |     | 22   | 8    |
| Helyezés | Versenyző          | TEX | IMS  | ROA  | ROA | IOW | IOW | INDY | GTW | GTW | MDO | MDO | IMS | IMS | STP  | Pont |

| Szín       | Eredmény                  |
| ---------- | ------------------------- |
| arany      | Győztes                   |
| ezüst      | 2. helyezett              |
| bronz      | 3. helyezett.             |
| zöld       | 4. hely 5. hely           |
| világoskék | 6–10. hely között         |
| sötétkék   | top 10-en kívül           |
| lila       | nem ért célba             |
| piros      | nem kvalifikált (DNQ, NK) |
| barna      | visszalépett (Vi, Wth)    |
| fekete     | kizárva (DSQ, Kiz)        |
| Fehér      | Nem indult (DNS, Ni)      |
| Fehér      | Verseny törölve (T)       |
| Üres       | Nem vett részt            |

| Jelmagyarázat |                                          |
| Félkövér      | Pole-pozíció (1 pont, kivéve az Indy500) |
| Dőlt          | Leggyorsabb kör a versenyen              |
| 1–9           | Indy 500 "Fast Nine" bónuszpont          |
| L             | Élen töltött kör (1 pont)                |
| *             | Legtöbb élen töltött kör (2 pont)        |
| 1             | Időmérő törölve, nem járt bónuszpont     |
| Ú             | Újonc                                    |
| ÉÚ            | Az év újonca                             |

### Gyártók
| Helyezés | Gyártó    | TEX | IMS | ROA | ROA | IOWA | IOWA | INDY | GTW | GTW | MDO | MDO | IMS | IMS | STP | Pont |
| -------- | --------- | --- | --- | --- | --- | ---- | ---- | ---- | --- | --- | --- | --- | --- | --- | --- | ---- |
| 1.       | Honda     | 1   | 1   | 1   | 1   | 2    | 3    | 1    | 1   | 5   | 3   | 1   | 2   | 2   | 3   | 1122 |
| 1.       | Honda     | 4   | 2   | 3   | 3   | 6    | 5    | 2    | 2   | 6   | 4   | 2   | 4   | 3   | 5   | 1122 |
| 1.       | Honda     | 87  | 95  | 90  | 90  | 68   | 65   | 98P  | 95  | 59P | 67  | 96P | 72  | 75  | 65  | 1122 |
| 2.       | Chevrolet | 2   | 3   | 2   | 2   | 1    | 1    | 5    | 3   | 1   | 1   | 6   | 1   | 1   | 1   | 1099 |
| 2.       | Chevrolet | 3   | 5   | 8   | 9   | 3    | 2    | 6    | 6   | 2   | 2   | 7   | 3   | 4   | 2   | 1099 |
| 2.       | Chevrolet | 76P | 66P | 65P | 63P | 91P  | 96P  | 58   | 64P | 95  | 96P | 54  | 91P | 88P | 96P | 1099 |

## Közvetítés
2020. március 2-án bejelentették, hogy a Network4 Csoport egy új sportcsatornát indít, Arena4 néven, amely cég megvásárolta a bajnokság közvetítési jogait, így 2020-ban Magyar tévécsatorna és adja a versenyeket. Az Amerikai Egyesült Államokban pedig továbbra is az NBC és az NBC Sports tűzi műsorra a futamokat.